# Yoelbi Quesada
Yoelbi Luis Quesada Fernández (ur. 4 sierpnia 1973w Sancti Spíritus) – kubański lekkoatleta, trójskoczek, medalista igrzysk olimpijskich i mistrzostw świata. Cztery razy brał udział w igrzyskach olimpijskich (1992, 1996, 2000, 2004).

## Sukcesy
- srebrny medal Mistrzostw Świata Juniorów w Lekkoatletyce (Płowdiw 1990)
- 3 złote medale Igrzysk Panamerykańskich (Hawana 1991, Mar del Plata 1995 oraz Winnipeg 1999)
- złoto podczas Mistrzostw Świata Juniorów w Lekkoatletyce (Seul 1992)
- 2 złote medale Igrzysk Ameryki Środkowej i Karaibów (Ponce 1993 i Maracaibo 1998)
- 1. miejsce podczas Pucharu świata (Londyn 1994)
- srebro na Halowych Mistrzostwach Świata w Lekkoatletyce (Barcelona 1995)
- brąz Igrzysk olimpijskich (Atlanta 1996)
- 2. miejsce w Finale Grand Prix IAAF (Mediolan 1996)
- złoto podczas Mistrzostw Świata w Lekkoatletyce (Ateny 1997)
- 2 złote medale Uniwersjady (Sycylia 1997 i Palma de Mallorca 1999)
- 3. miejsce w Pucharze świata (Johannesburg 1998)
- brąz Halowych Mistrzostw Świata w Lekkoatletyce (Birmingham 2003)

## Rekordy życiowe
- Trójskok (stadion) – 17,85 (1997) do 2015 roku rekord Kuby, najlepszy wynik na świecie w 1997[1][2]
- Trójskok (hala) – 17,62 (1995)